# Xambes
Xambes és un municipi francès situat al departament del Charente i a la regió de la Nova Aquitània. L'any 2007 tenia 307 habitants.

## Demografia

### Població
El 2007 la població de fet de Xambes era de 307 persones. Hi havia 129 famílies de les quals 34 eren unipersonals (17 homes vivint sols i 17 dones vivint soles), 54 parelles sense fills i 41 parelles amb fills.
La població ha evolucionat segons el següent gràfic:
Habitants censats

### Habitatges
El 2007 hi havia 148 habitatges, 133 eren l'habitatge principal de la família, 6 eren segones residències i 8 estaven desocupats. 147 eren cases i 1 era un apartament. Dels 133 habitatges principals, 110 estaven ocupats pels seus propietaris, 19 estaven llogats i ocupats pels llogaters i 5 estaven cedits a títol gratuït; 5 tenien dues cambres, 21 en tenien tres, 38 en tenien quatre i 69 en tenien cinc o més. 114 habitatges disposaven pel capbaix d'una plaça de pàrquing. A 56 habitatges hi havia un automòbil i a 65 n'hi havia dos o més.

### Piràmide de població
La piràmide de població per edats i sexe el 2009 era:
| Homes | Edats   | Dones |
| ----- | ------- | ----- |
| 0     | 95 o +  | 0     |
| 4     | 90 a 94 | 0     |
| 0     | 85 a 89 | 4     |
| 0     | 80 a 84 | 4     |
| 8     | 75 a 79 | 8     |
| 12    | 70 a 74 | 8     |
| 4     | 65 a 69 | 12    |
| 20    | 60 a 64 | 4     |
| 0     | 55 a 59 | 4     |
| 12    | 50 a 54 | 8     |
| 12    | 45 a 49 | 16    |
| 12    | 40 a 44 | 8     |
| 16    | 35 a 39 | 8     |
| 8     | 30 a 34 | 16    |
| 4     | 25 a 29 | 8     |
| 4     | 20 a 24 | 4     |
| 12    | 15 a 19 | 8     |
| 20    | 10 a 14 | 16    |
| 4     | 5 a 9   | 20    |
| 12    | 0 a 4   | 8     |

## Economia
El 2007 la població en edat de treballar era de 184 persones, 126 eren actives i 58 eren inactives. De les 126 persones actives 112 estaven ocupades (61 homes i 51 dones) i 14 estaven aturades (8 homes i 6 dones). De les 58 persones inactives 30 estaven jubilades, 9 estaven estudiant i 19 estaven classificades com a «altres inactius».

### Ingressos
El 2009 a Xambes hi havia 123 unitats fiscals que integraven 291 persones, la mediana anual d'ingressos fiscals per persona era de 17.181 €.

### Activitats econòmiques
Dels 11 establiments que hi havia el 2007, 2 eren d'empreses extractives, 1 d'una empresa alimentària, 2 d'empreses de construcció, 4 d'empreses de comerç i reparació d'automòbils, 1 d'una empresa de transport i 1 d'una empresa immobiliària.
Dels 3 establiments de servei als particulars que hi havia el 2009, 1 era un taller de reparació d'automòbils i de material agrícola, 1 paleta i 1 electricista.
Dels 2 establiments comercials que hi havia el 2009, 1 era una botiga de menys de 120 m² i 1 una fleca.
L'any 2000 a Xambes hi havia 3 explotacions agrícoles.

## Equipaments sanitaris i escolars
El 2009 hi havia una escola elemental integrada dins d'un grup escolar amb les comunes properes formant una escola dispersa.

## Poblacions més properes
El següent diagrama mostra les poblacions més properes.